# Гита Торкельсдоттир
Гита Торкельсдоттир (др.-англ. Gȳða Þorkelsdōttir; около 1010 — не ранее 1068 или 1042) — датская аристократка, жена Годвина Уэссекского. Мать короля Гарольда Годвинсона и Эдиты Уэссекской, жены предпоследнего англосаксонского короля Эдуарда Исповедника.

## Биография
Гита Торкельсдоттир была дочерью датского вождя Торкиля Стюрбьёрнссона, который приходился внуком королю Дании Харальду I Синезубому, и сестрой датского ярла Ульфа Торкельсона, который был женат на Эстрид Датской, сестре короля Кнуда Великого. Она вышла замуж за англосаксонского дворянина Годвина Уэссекского. У них было много детей, пятеро сыновей становились эрлами в разное время, трое из которых были эрлами в 1066 году:
Двое из их сыновей, Гарольд и Тостиг, столкнулись друг с другом в битве при Стамфорд-Бридже, где Тостиг был убит. Менее чем через месяц трое из её сыновей — Гарольд, Гирт и Леофвин — были убиты в битве при Гастингсе.
Вскоре после битвы при Гастингсе Гита находилась в Эксетере и, возможно, подняла город на восстание против Вильгельма Завоевателя в 1067 году, что привело к осаде. Она безуспешно умоляла его возвратить тело убитого сына, короля Гарольда. Согласно «Англосаксонской хронике», Гита покинула Англию после Норманского завоевания вместе с жёнами, вдовами и семьями других англосаксов-аристократов, а всё имущество дома Годвина были конфискованы Вильгельмом. После этого немного известно о жизни Гиты, вероятно она отправилась в Скандинавию, где у неё оставались родственники.
Её выживший (и самый младший) сын Вульфнот почти всю свою жизнь провёл в плену в Нормандии до смерти Вильгельма Завоевателя в 1087 году. Только её старшая дочь, королева Эдита (ум. 1075), всё ещё обладала некоторой властью (номинальной) как вдова короля Эдуарда Исповедника.

## Дети
- (1019) Годвин Уэссекский, эрл Уэссекса
  - Свен (ок. 1023 — 1052), эрл Герефордшира
  - Гарольд II (ок. 1025 — 1066), король Англии (1066)
  - Тостиг (ок. 1026 — 1066), эрл Нортумбрии
  - Эдита (ок. 1029 — 1075), замужем за Эдуардом Исповедником, королём Англии
  - Гирт (ок. 1032 — 1066)
  - Гунгильда (ок. 1035 — 1080), монахиня
  - Эльфгифу (ок. 1035 — ?)
  - Леофвин (ок. 1035 — 1066), эрл Кента
  - Вульфнот (ок. 1040 — 1094)